# Ishpatina Ridge
Ishpatina Ridge ist der höchstgelegene Punkt in der kanadischen Provinz Ontario. 
Er liegt rund 90 km nördlich der Stadt Sudbury, nahe Temagami im Timiskaming District. Mit einer geschätzten Höhe von 693 m (in einigen Quellen werden auch 690 m genannt) ragt der eher flache Hügel kaum aus der ebenfalls erhöht liegenden Umgebung inmitten des Kanadischen Schilds hervor.
Der Hügel ist schlecht zugänglich: Er befindet sich inmitten des Lady Evelyn-Smoothwater Provincial Park, mehr als 30 km vom Highway 560 entfernt. Der Name "Ishpatina" stammt vom Wort "ishpadinaa" in der Sprache der Anishinabe-Indianer, was „ein hoher Hügel/Hügelzug“ bedeutet.